# ألكسندر بروكنر
ألكسندر بروكنر (29 يناير 1856 - 24 مايو 1939) كان باحث بولندي في اللغات السلافية،الآداب السلافية، فقيه لغوي،عاجماً للقواميس ومؤرخاً للأدب.